# Erwin Keller (Archäologe)
Erwin Richard Keller (* 1. Januar 1937 in Heimenkirch; † 5. August 2014 in München) war ein deutscher Provinzialrömischer Archäologe. Als Landeskonservator war er von 1983 bis 2001 Leiter der Abteilung Bodendenkmalpflege am Bayerischen Landesamt für Denkmalpflege.

## Leben
Keller studierte an der Ludwig-Maximilians-Universität München zunächst Germanistik, bevor er in den Fachbereich für Vor- und Frühgeschichte wechselte. 1967 wurde er bei Joachim Werner (1909–1994) mit einer Dissertation über die spätrömischen Grabfunde Südbayerns promoviert.
Am 1. Februar 1968 begann er seine Tätigkeit beim Bayerischen Landesamt für Denkmalpflege. Er war dort für die Inventarisation der obertägigen Denkmäler Oberbayerns zuständig. Anschließend leitete er kurzfristig das Referat für Provinzialrömische Archäologie und das Referat Oberbayern-Süd. Seit 1983 leitete er als Landeskonservator in der Nachfolge des im selben Jahr verstorbenen Rainer Christlein (1940–1983) bis zu seiner Pensionierung am 31. Dezember 2001 insgesamt 18 Jahre lang die Abteilung Bodendenkmalpflege. Während dieser Zeit setzte er sich insbesondere für den von Christlein begonnenen Ausbau der Luftbildarchäologie und der Geophysik ein. Außerdem initiierte Keller die planmäßige Erfassung der bayerischen Denkmäler.
Nach seiner Pensionierung arbeitete der Archäologe und leidenschaftliche Photograph am Münchner Stadtmuseum um die dort bestehende Sammlung alter Photoapparate zu systematisieren. Am 5. August 2014 verstarb Keller nach langer Krankheit in München. Er wurde am 19. August 2014 auf dem Nordfriedhof beigesetzt.
Keller war langjähriges Mitglied im Verband der Landesarchäologen und von 1983 bis 2002 Schriftführer der Gesellschaft für Archäologie Bayern.

## Werke (Auswahl)
Neben seinen Monographien verfasste Keller eine Vielzahl an wichtigen wissenschaftlichen Aufsätze. Seine Themen kreisten zumeist von der Zeit des Prinzipats zur Spätantike und bis in die Übergangszeit zum Frühmittelalter.
- Marktrecht und Markttreiben in der Stadt Aach. Der Markt 1283–1985 (= Beiträge zur Geschichte der Stadt Aach. 1). Heimat- und Verkehrsverein Aach, Hegau 1985.
- Die frühkaiserlichen Körpergräber von Heimstetten bei München und die verwandten Funde aus Südbayern. C. H. Beck, München 1984, ISBN 3-406-30114-2.
- mit Günther Thüry und Helmut Bender: Tittmoning in römischer Zeit (= Führer zu archäologischen Denkmälern in Bayern; Oberbayern. 1). Pustet, Tittmoning 1984, ISBN 3-925712-00-3.
- als Herausgeber: Gefährdung und Rettung archäologischer Denkmäler (= Schriftenreihe des Deutschen Nationalkomitees für Denkmalschutz. 19). Köllen, Bonn 1982.
- Das spätrömische Gräberfeld von Neuburg an der Donau (= Materialhefte zur bayerischen Vorgeschichte 40 / Reihe A, Fundinventare und Ausgrabungsbefunde.). Laßleben, Kallmünz/Oberpfalz 1979, ISBN 3-7847-5040-0.
- Der heilige Konrad von Konstanz. Zur Tausendjahrfeier seines Todes. Badenia, Karlsruhe 1975, ISBN 3-7617-0068-7.
- Die spätrömischen Grabfunde in Südbayern (= Münchner Beiträge zur Vor- und Frühgeschichte. 14; Veröffentlichungen der Kommission zur archäologischen Erforschung des spätrömischen Raetien der bayerischen Akademie der Wissenschaften. 8). München 1971, ISBN 3-406-00484-9 (= Dissertation)